# Calopteryx samarcandica
Calopteryx samarcandica är en trollsländeart som beskrevs av Aleksandr Nikolaevich Bartenev 1911. Calopteryx samarcandica ingår i släktet Calopteryx och familjen jungfrusländor. Inga underarter finns listade i Catalogue of Life.

## Bildgalleri

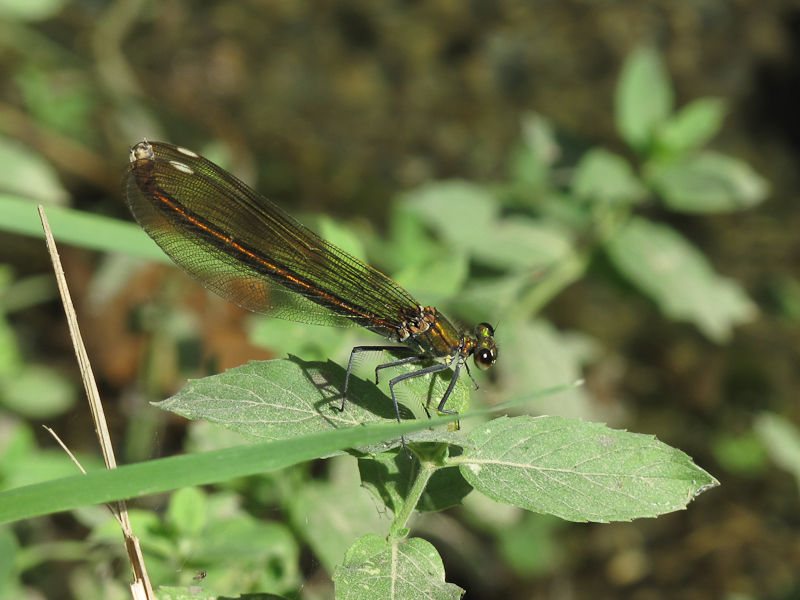
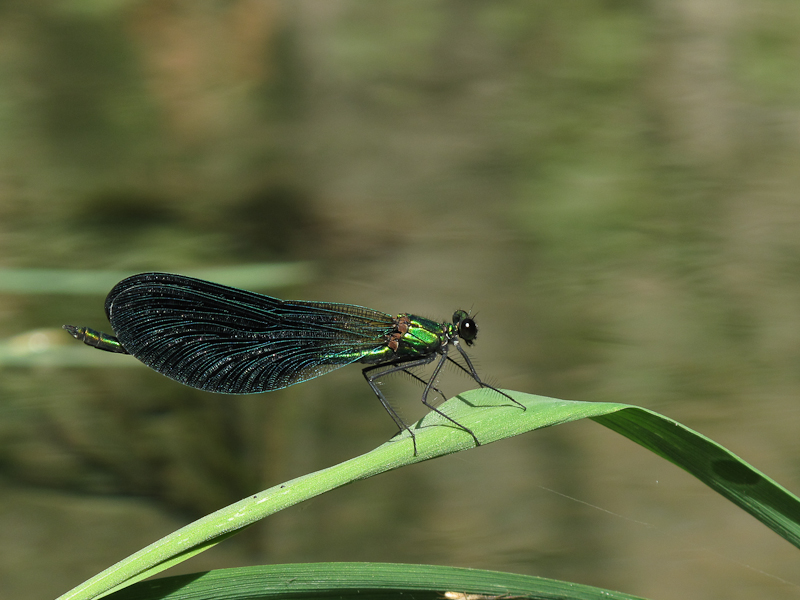